# Wybory parlamentarne w Albanii w 1996 roku
Wybory parlamentarne w Albanii w 1996 roku – wybory do albańskiego Zgromadzenia Ludowego, przeprowadzone 26 maja, 2 czerwca i 16 czerwca 1996 roku.
Przygotowania do nowych wyborów, które zgodnie z oczekiwaniami prezydenta Salego Berishy miały potwierdzić supremację Demokratycznej Partii Albanii na scenie politycznej nabrały tempa po referendum z listopada 1994, w którym większość głosujących odrzuciła projekt nowej konstytucji. Ustawa przyjęta przez parlament 30 listopada 1995 zabraniała kandydowania w wyborach osobom, które zostały zarejestrowane w kartotekach Sigurimi jako tajni współpracownicy i informatorzy, a także sprawowały wysokie stanowiska w państwie i partii przed 1991.
W wyścigu wyborczym wystartowało 24 partie, które wystawiły łącznie 1180 kandydatów. Partia rządząca przystępowała do wyborów z programem Wizja 2000 (alb. Vizioni 2000). Opozycyjna partia socjalistyczna w 1996 przedstawiła program, oparty na haśle wyborczym: Razem z nami do prawdziwej demokracji. Mniejsze ugrupowania polityczne skupiły się w dwóch koalicjach: Platformie Centrowej (alb. Poli i Qendres) i Lidze Albańskiej Prawicy (alb. Lidhja e Djathte Shqiptare). Obie koalicje nie odegrały poważniejszej roli w wyborach.
Wybory odbywały się według nowej ordynacji wyborczej z 1 lutego 1996. Zgodnie z nią 115 mandatów przyznawano w okręgach jednomandatowych, a pozostałe 25 mandatów z listy krajowej proporcjonalnie do osiągniętych wyników. Frekwencja wyborcza przekraczała 89%. Demokratyczna Partia Albanii uzyskała 55,5% głosów i pozwoliło jej to na absolutną dominację w nowym parlamencie (87% mandatów). Drugie miejsce w wyborach zajęła Socjalistyczna Partia Albanii, zdobywając według oficjalnych wyników 20,4% głosów i 10 mandatów.
W gronie 140 deputowanych znalazło się 17 kobiet (12,1%).

## Oficjalne wyniki wyborów[1]
|  | Komitet Wyborczy                    | Liczba oddanych głosów | Liczba mandatów |
|  | ----------------------------------- | ---------------------- | --------------- |
|  | Demokratyczna Partia Albanii        | 914 218                | 122             |
|  | Socjalistyczna Partia Albanii       | 335 402                | 10              |
|  | Republikańska Partia Albanii        | 94 567                 | 3               |
|  | Front Narodowy                      | 81 822                 | 2               |
|  | Partia Unii na rzecz Praw Człowieka | 66 529                 | 3               |
|  | Legaliteti                          | 34 019                 | 0               |
|  | Razem                               | 1 646 481              | 140             |

## Kontrowersje wokół wyborów
Wynik wyborów praktycznie marginalizował wszystkie siły polityczne opozycyjne wobec rządzących Demokratów. Organ partii socjalistycznej Zëri i popullit udokumentował ponad 200 incydentów w czasie kampanii wyborczej, w których opozycyjni kandydaci byli bici lub zastraszani przed wyborami. Już w dniu wyborów przedstawiciele opozycji sygnalizowali szereg nieprawidłowości, towarzyszących wyborom (redukcję liczby obserwatorów w komisjach wyborczych, wielokrotne głosowanie przez te same osoby, nachalne namawianie do głosowania na partię rządzącą). Od dnia wyborów rozpoczęła się seria demonstracji, organizowanych przez Socjalistyczną Partię Albanii, domagającą się anulowania wyników i rozpisania wyborów na nowo. 27 maja 1996 odbył się wiec protestacyjny w Tiranie, który władze uznały za nielegalny i użyły siły przeciwko demonstrującym. Obserwatorzy wyborów byli podzieleni w swoich opiniach, tylko Human Rights Watch przedstawiła jednoznacznie negatywną opinię o albańskich wyborach. 30 maja OBWE wezwała władze Albanii do powtórzenia wyborów w niektórych okręgach. 2 czerwca 1996 odbyła się druga runda wyborów, którą partie opozycyjne zbojkotowały. Pod presją OBWE władze zgodziły się na powtórzenie wyborów w 17 okręgach, w których doszło do nieprawidłowości. Trzecia tura wyborów odbyła się 16 czerwca – także i tym razem opozycja zbojkotowała wybory. Parlament wyłoniony w wyborach 1996 przetrwał niespełna rok. Upadek piramid finansowych i destabilizacja państwa, do której doszło wiosną 1997 spowodowały rozwiązanie parlamentu w dniu 16 maja i rozpisanie przedterminowych wyborów.